# Dongying
Sur une plaine à perte de vue, les tours de forage sont omniprésentes. C’est le paysage typique de Dongying (en chinois : 东营, en pinyin : Dōngyíng), dans la province du Shandong qui s’enorgueillit du titre de ville pétrolière.

## Géographie

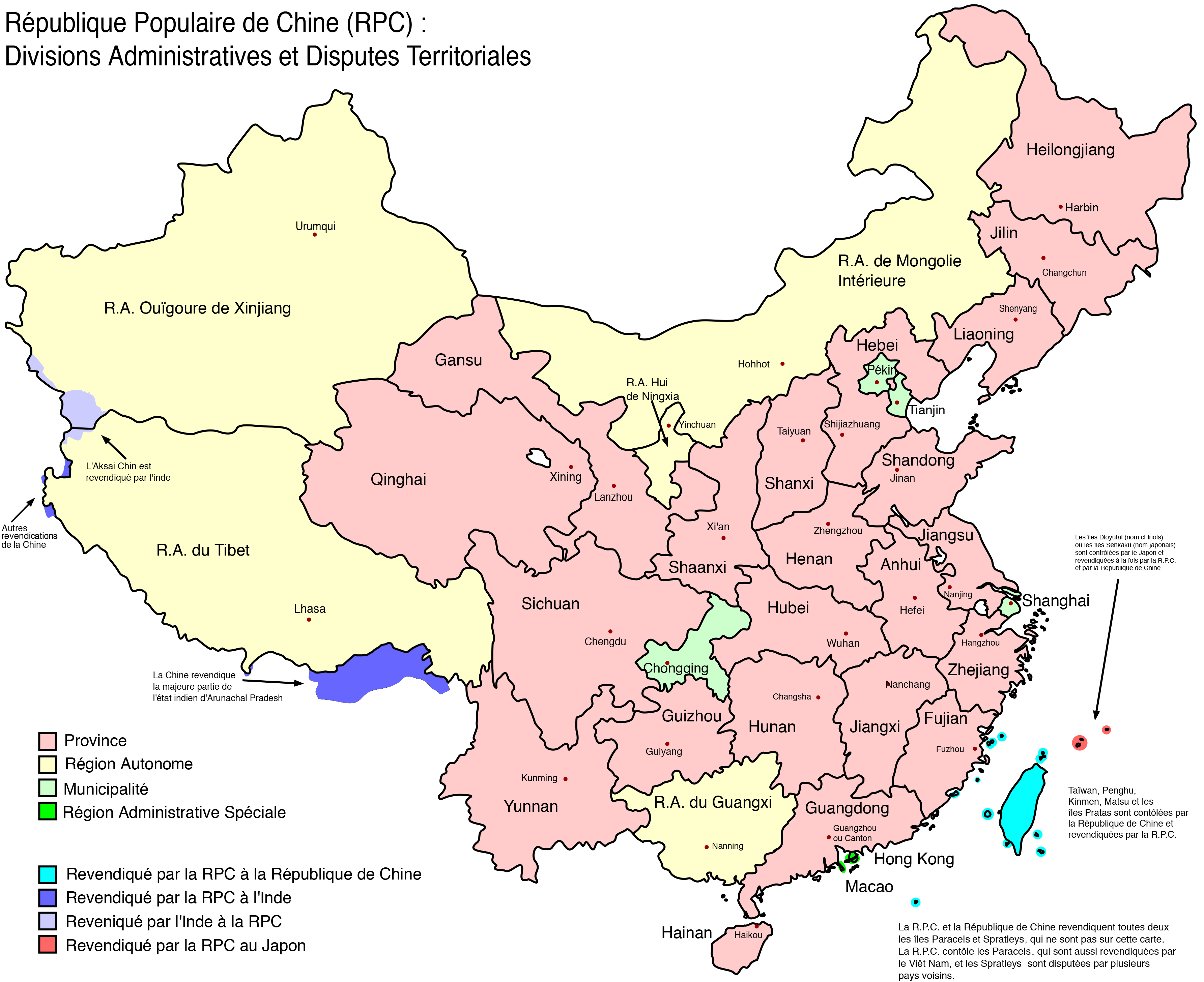
Divisions administratives et disputes territoriales de la république populaire de Chine

La ville de Dongying est située au nord-est de la Chine. Sa superficie totale est de 8 243 km2.
La ville est située à une latitude de 37° 30’ 00” N et à une longitude de 118° 30’ 00” E. Elle se trouve donc à la même latitude que Catane la deuxième plus grande ville de Sicile, en Italie; Richmond en Virginie, Fremont, San Fransisco et San José en Californie, aux États-Unis.

### Situation

Le delta du fleuve Jaune

Dongying est situé sur les rives du delta du fleuve Jaune dans la province septentrionale de Shandong. 
Les préfectures limitrophes sont : 
- Binzhou à l'ouest
- Weifang au sud
- Zibo au sud-ouest.

### Climat
Dongying se trouve dans la zone tempérée du nord de la Chine, avec un climat continental de mousson qui se caractérise par des hivers froids et secs et des étés chauds et humides. Les précipitations annuelles moyennes est de 527,7 millimètres, tandis que la température moyenne annuelle est 13,5 °C.
| Mois                              | jan.  | fév.  | mars | avril | mai  | juin | jui.  | août  | sep. | oct. | nov.  | déc.  | année |
| --------------------------------- | ----- | ----- | ---- | ----- | ---- | ---- | ----- | ----- | ---- | ---- | ----- | ----- | ----- |
| Température minimale moyenne (°C) | −17,6 | −20,2 | −8,9 | −2    | 3,8  | 10,6 | 14,8  | 14,6  | 7,9  | −1,5 | −10,3 | −16,4 | −20,2 |
| Température moyenne (°C)          | −2,2  | 0,7   | 6,3  | 14,2  | 20,2 | 24,7 | 27    | 26,3  | 21,9 | 15,3 | 7     | 0,3   | 13,5  |
| Température maximale moyenne (°C) | 17,3  | 22,8  | 30   | 34,3  | 40,7 | 41,4 | 40,3  | 38,5  | 36,8 | 32,6 | 26,3  | 21    | 41,4  |
| Précipitations (mm)               | 5,1   | 7,8   | 13   | 23,9  | 52,1 | 71,5 | 136,7 | 127,2 | 42,4 | 27,4 | 14,9  | 5,9   | 527,7 |

## Population et société

### Démographie
À la fin de 2022, la population résidente de la ville de Dongying était de 2,209 millions d'habitants, soit une augmentation de 14 000 habitants par rapport à la fin de l'année précédente. Le taux de la population résidente vivant dans la zone urbaine de Dongying est de 71,81 %, soit une augmentation de 0,3 % par rapport à la fin de l'année précédente. À la fin de l'année, la population enregistrée était de 1 957 800 habitants. Parmi eux, la population de 0 à 17 ans est de 370 900, la population de 18 à 59 ans est de 1 160 800 et la population de 60 ans et plus est de 446 100.

### Ethnicité
Parmi la population permanente de la ville, les Hans dominent avec un nombre de 2 182 538 habitants, soit 99,5 % de la population, tandis que la population des minorités ethniques est de 10 980 habitants, soit 0,5 % de la population de Dongying.

## Économie

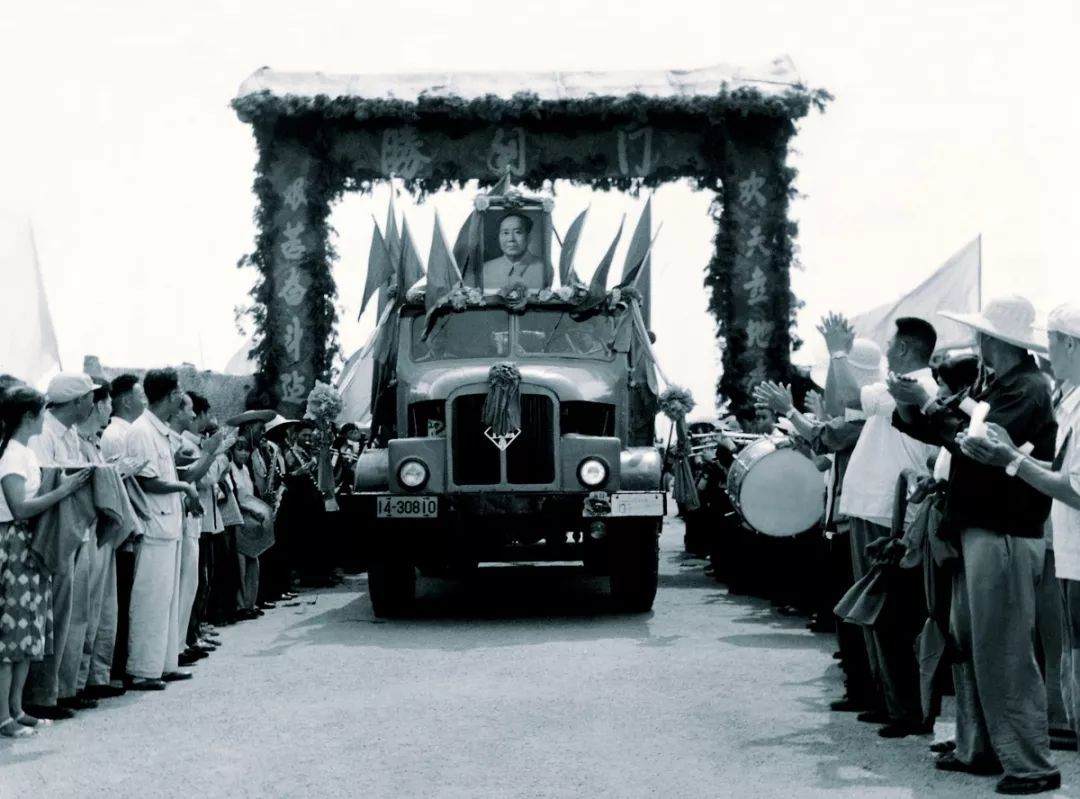

Shengli est connu comme le deuxième plus important champ pétrolifère de la Chine, et la ville de Dongying profite de la manne pétrolière. Cette ville a toutefois les yeux tournés vers l’avenir et sait qu’elle doit diversifier sa structure industrielle.
En 1961, le premier puits de pétrole fut foré à 1 km de Dongying; c’était le premier puits de pétrole en Chine du Nord.
De l’étape de la prospection jusqu’à la réussite de l’extraction, cinq à six années se sont écoulées.
De hameau, Dongying est alors devenue une ville relativement importante. Elle a reçu son statut officiel de ville en 1983, soit plus de 20 ans après la découverte du champ pétrolifère. L’une des raisons pour lesquelles on lui a accordé le statut de ville était de mieux servir le champ pétrolifère
Les familles des travailleurs du pétrole sont venues avec eux à Dongying. Elles s’occupaient d’agriculture. Puisque Dongying se trouve à l’embouchure du fleuve Jaune, la plupart des terres au bord de la mer avaient un sol salin et alcalin . Ces familles ont utilisé l’eau du fleuve pour procéder à la désalinisation du sol et cultiver des céréales.
En 2008, les impôts sur le bénéfice versés par le champ pétrolifère Shengli représentaient 1,72 % des recettes fiscales de la Chine et la moitié du revenu financier de Dongying.
Dongying doit son existence au champ pétrolifère Shengli.
En février 1961, il n’y avait rien, pas d’arbres ni de routes. Comme il n’y avait pas de maison en brique non plus, les ouvriers couchaient sous la tente. Or aujourd'hui, dans la zone du champ pétrolifère, il y a des routes et d’autres infrastructures.
D’après M. Wang Zenglin, expert en chef de l’exploration pétrolière au champ pétrolifère, la partie principale du champ se trouve dans les environs de Dongying, des deux côtés de l’embouchure du fleuve Jaune, et s’élargit vers les régions de Binzhou, Dezhou, Jinan et Zibo. Actuellement, la zone de prospection pétrolière s’étend de plus en plus du bassin du golfe Bohai jusqu’à d’autres régions. Le total des ressources pétrolières atteint 11,9 milliards de tonnes, et celui des ressources en gaz naturel, 1,3 billion m3. Les réserves pétrolières déjà découvertes sont de 4,83 milliards de tonnes.
« Grande entreprise pétrolière, petit gouvernement municipal » est l’expression la plus connue des habitants de Dongying. C’est le reflet réel des relations entre le champ pétrolifère et le gouvernement municipal. Les deux ont le même niveau administratif, l’un ne se subordonne pas à l’autre. C’est un phénomène peu courant en Chine.
Le champ pétrolifère Shengli compte 198 000 travailleurs auxquels s’ajoutent les membres de leur famille. La population totale approche 400 000 personnes, soit le cinquième de la population totale de Dongying qui compte 2 millions d'habitants.
En 2022, son PIB s'élevait à 174,15 milliards de RMB, soit 25,75 milliards de dollars américains
Le PIB par habitant s'élevait à 156 852 RMB en 2021 soit 21 518,41 dollars américains contre 136 330 RMB (18 703,01 dollars américains) en 2020.

## Subdivisions administratives
| Carte                                                                                               |
| --------------------------------------------------------------------------------------------------- |
| \| District · de Dongying District · de Hekou Xian · de Kenli Xian · de Lijin Xian · de Guangrao \| |
| District · de Dongying District · de Hekou Xian · de Kenli Xian · de Lijin Xian · de Guangrao       |

La ville-préfecture de Dongying exerce sa juridiction sur cinq subdivisions - deux districts et trois xian :
- le district de Dongying - 东营区 Dōngyíng Qū[9] ;
- le district de Hekou - 河口区 Hékǒu Qū ;
- le xian de Guangrao - 广饶县 Guǎngráo Xiàn ;
- le xian de Lijin - 利津县 Lìjīn Xiàn ;
- le xian de Kenli - 垦利县 Kěnlì Xiàn.

## Jumelage
- Corée du Sud Samcheok
- Corée du Sud Yangju
- États-Unis Midland
- États-Unis Madisonville[10]